# Бой под Боровыми Млынами
Бой под Боровыми Млынами— сражение между польскими повстанцами и российскими правительственными войсками, произошедшее 4 (16) апреля 1863 года в ходе Январского восстания.

## Предыстория
Повстанцы под командованием полковника Марцина Бореловского расположили свой лагерь в лесу между деревнями Майдан-Сопоте и Боровец, недалеко от австрийской границы. Вскоре русская администрация получила информацию о концентрации отряда Бореловского. На уничтожение которого из Тарногруда вышел отряд правительственных войск общим числом до 1000 человек под командованием майора Ивана Штемберга.

## Бой
Утром 4 (16) апреля 1863 года лагерь повстанцев был атакован сразу с двух направлений: со стороны деревушки Майдан-Сопоте, при одновременной атаке со стороны Боровых Млынов. Неожиданная атака застала повстанцев врасплох и заставила большую часть из них беспорядочно бежать на территорию Австрийской империи. Вторая часть мятежников провела не менее трёх контратак русских позиций, но в конечном итоге также была вынуждена бежать на территорию Австрии.

## Последствия
Потери сторон, понесенные в битве, остались неизвестными. Конечная цель отряда Штемберга по уничтожению бригады Бореловского также не была достигнута. Итог сражения так и не был определен. Однако учитывая, что цели обеих сторон не были достигнуты в полной мере, можно говорить о ничье.